# Bom Jesus (Paraíba)
Pour les articles homonymes, voir Bom Jesus.
Bom Jesus est une ville brésilienne de l'ouest de l'État de la Paraíba.
Sa population était estimée à 2 233 habitants en 2007. La municipalité s'étend sur 47 km2.